# مطار ساو تومي
مطار ساو تومي (بالبرتغالية: Aeroporto Internacional de São Tomé‏)(إياتا: TMS، إيكاو: FPST)هو مطار دولي يخدم جزيرة ساو تومي، ويعتبر أهم مطار في دولة ساو تومي وبرينسيب.

## شركات الطيران والوجهات
| شركـات طيـران           | الوجهات                            |
| ----------------------- | ---------------------------------- |
| Africa's Connection STP | مطار بورت هاركورت الدولي، Príncipe |
| Afrijet                 | مطار ليون مبا الدولي               |
| أسكاي                   | مطار ليون مبا الدولي، مطار لومي    |
| سيبا إنتركونتيننتال     | مطار ليون مبا الدولي، مطار مالابو  |
| STP Airways             | مطار لشبونة                        |
| الخطوط الجوية الأنغولية | مطار كواترو دي فيفيريرو            |
| تاب برتغال              | مطار كوتوكا الدولي، مطار لشبونة    |